# Conformação nativa
A conformação nativa de uma proteína ou de um ácido nucleico denomina a estrutura tridimensional na qual essa molécula está biologicamente ativa e apresenta propriedades biológicas naturais.